# Targówek
Targówek est un arrondissement de Varsovie.

## Transports en commun
- (Targówek Mieszkaniowy, Trocka, Zacisze, Kondratowicza et Bródno).